# Primula chionogenes
Primula chionogenes är en viveväxtart som beskrevs av Harold Roy Fletcher. Primula chionogenes ingår i släktet vivor, och familjen viveväxter. Inga underarter finns listade i Catalogue of Life.